# Circuit Zandvoort
Circuit Zandvoort – tor wyścigowy zaprojektowany przez Johna Hugenholza, położony w miejscowości Zandvoort w Holandii.
Tor wybudowano w latach 40. Pierwszy wyścig na tym torze odbył się w 1949 roku. Pierwotna wersja miała długość około 3 km. W roku 1952 tor dołączono do kalendarza Formuły 1 jako Grand Prix Holandii. Pierwszym zwycięzcą został Alberto Ascari. W 1973 miała tu miejsce tragedia. Jadący swój drugi wyścig w Formule 1 Brytyjczyk Roger Williamson na 8 okrążeniu, najprawdopodobniej w wyniku pęknięcia opony, uderzył w barierki, po czym bolid wylądował do góry kołami i zaczął płonąć. Jadący za nim David Purley zatrzymał się i pobiegł pomóc koledze, próbując przewrócić bolid na koła. Obsługa toru nie pomogła mu, przyglądając się obojętnie całemu zajściu. Płomienie wkrótce objęły cały bolid i urosły do takich rozmiarów, że szanse uratowania Williamsona były bliskie zeru. Gdy w końcu przybył wóz strażacki, Williamson już nie żył. Wyścig wygrał Jackie Stewart. Był to najtragiczniejszy w historii wyścig na Circuit Park Zandvoort.
Po wycofaniu Grand Prix Holandii z Formuły 1 po sezonie 1985 tor nie był używany i połowa trasy została sprzedana. Tor został skrócony do 2,5 km latem 1989 roku. W następnych latach odbywały się tu wyścigi Formuły 3, DTM oraz A1GP. Ostatnia modernizacja toru miała miejsce w latach 2019–2020. Największa zmiana dotyczyła zakrętów Hugenholtzbocht i Luyendijkbocht, które są pochylone pod kątem odpowiednio 18,7 i 17,7°.
14 maja 2019, władze Formuły 1 poinformowały o przywróceniu wyścigu o Grand Prix Holandii do kalendarza F1 w sezonie 2020. Runda ta najpierw została przełożona, a następnie odwołana wskutek pandemii COVID-19 i brakiem możliwości zorganizowania eliminacji z udziałem kibiców. Ostatecznie pierwszy wyścig po kilkuletniej przerwie odbył się w sezonie 2021, a jego zwycięzcą został Max Verstappen, ku uciesze lokalnej publiczności.
Nazwa zakrętu numer jeden, Tarzan Bocht (hol. zakręt Tarzana), pochodzi od przezwiska pewnego silnego człowieka mieszkającego w Zandvoort. Zgodził się on oddać swoją działkę pod budowę toru dopiero wtedy, kiedy zapewniono go, że jeden z zakrętów zostanie nazwany jego imieniem.

## ZwycięzcyGrand Prix Holandii Formuły 1na torze Zandvoort
| Sezon | Kierowca           | Zespół                |        |
| ----- | ------------------ | --------------------- | ------ |
| 2023  | Max Verstappen     | Red Bull Racing-RBPT  | Wyniki |
| 2022  | Max Verstappen     | Red Bull Racing-RBPT  | Wyniki |
| 2021  | Max Verstappen     | Red Bull Racing-Honda | Wyniki |
| 1985  | Niki Lauda         | McLaren-TAG           | Wyniki |
| 1984  | Alain Prost        | McLaren-TAG           | Wyniki |
| 1983  | René Arnoux        | Ferrari               | Wyniki |
| 1982  | Didier Pironi      | Ferrari               | Wyniki |
| 1981  | Alain Prost        | Renault               | Wyniki |
| 1980  | Nelson Piquet      | Brabham-Ford          | Wyniki |
| 1979  | Alan Jones         | Williams-Ford         | Wyniki |
| 1978  | Mario Andretti     | Lotus-Ford            | Wyniki |
| 1977  | Niki Lauda         | Ferrari               | Wyniki |
| 1976  | James Hunt         | McLaren-Ford          | Wyniki |
| 1975  | James Hunt         | Hesketh-Ford          | Wyniki |
| 1974  | Niki Lauda         | Ferrari               | Wyniki |
| 1973  | Jackie Stewart     | Tyrrell-Ford          | Wyniki |
| 1971  | Jacky Ickx         | Ferrari               | Wyniki |
| 1970  | Jochen Rindt       | Lotus-Ford            | Wyniki |
| 1969  | Jackie Stewart     | Matra-Ford            | Wyniki |
| 1968  | Jackie Stewart     | Matra-Ford            | Wyniki |
| 1967  | Jim Clark          | Lotus-Ford            | Wyniki |
| 1966  | Jack Brabham       | Brabham-Repco         | Wyniki |
| 1965  | Jim Clark          | Lotus-Climax          | Wyniki |
| 1964  | Jim Clark          | Lotus-Climax          | Wyniki |
| 1963  | Jim Clark          | Lotus                 | Wyniki |
| 1962  | Graham Hill        | BRM                   | Wyniki |
| 1961  | Wolfgang von Trips | Ferrari               | Wyniki |
| 1960  | Jack Brabham       | Cooper-Climax         | Wyniki |
| 1959  | Jo Bonnier         | BRM                   | Wyniki |
| 1958  | Stirling Moss      | Vanwall               | Wyniki |
| 1955  | Juan Manuel Fangio | Mercedes-Benz         | Wyniki |
| 1953  | Alberto Ascari     | Ferrari               | Wyniki |
| 1952  | Alberto Ascari     | Ferrari               | Wyniki |